# 柿堺香
柿堺 香（かきざかい かおる）は埼玉県出身の尺八奏者。東京音楽大学講師、国際尺八研修館常任講師、NHK文化センター講師。海外でも広く活動する。

## 来歴
横山勝也に師事。32期NHK邦楽技能者育成会卒業。第3回長谷検校記念全国邦楽コンクール優秀賞受賞(尺八の部第1位・97年)。日本伝統文化交流協会によるイタリア・マダガスカル公演(89年)、第1回国際尺八音楽祭(岡山県美星町・94年)、第2回国際尺八音楽祭(コロラド州ボルダー・98年)、第1回および第2回オーストラリア尺八フェスティバル(99、2000年)、シャルル・デュトワ指揮NHK交響楽団と「ノヴェンバー・ステップス」共演 、小澤征爾バースデーチャリティーコンサートに「エクリプス」で出演(2000年)、武満徹没後5年特別企画に「エクリプス」で出演(2001年)など、各地でコンサート活動を行う。また、多くの横山勝也のCD、ビデオに参加。

## ディスコグラフィ
- "古典尺八" VZCG-304 (2002/12/21)
- "古典尺八 II" FRK-0901 (2009/6/24)
- "古典尺八 III" FRK-0902 (2016/4/21)